# Финансовое обозрение (газета)
«Фина́нсовое обозре́ние» — в Российской империи газета государственного и народного хозяйства, издававшаяся в Санкт-Петербурге в 1876 году К. В. Трубниковым и им же редактировавшаяся.
Выходила поначалу еженедельно, позже ежедневно; служила продолжением «Финансового обозрения» Ф. П. Баймакова; в конце года соединилась с «Вестником железных дорог и пароходства» и стала выходить под общим с ним названием; в 1877 г. преобразована в «Биржевые ведомости».